# تشارلز إتش. لويس
تشارلز إتش. لويس هو سياسي أمريكي، ولد في 25 أبريل 1871 في مقاطعة وايندوت في الولايات المتحدة، وتوفي في 5 يناير 1965 في هاربستر في الولايات المتحدة. نشط حزبياً في الحزب الجمهوري. وقد انتخب نائب حاكم ولاية أوهايو ‏.